# Boulder Burial

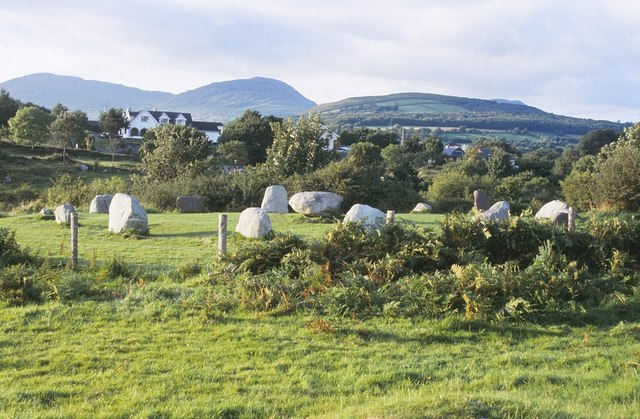
Boulder Burial mitten im Steinkreis von Kenmare im County Kerry in Irland

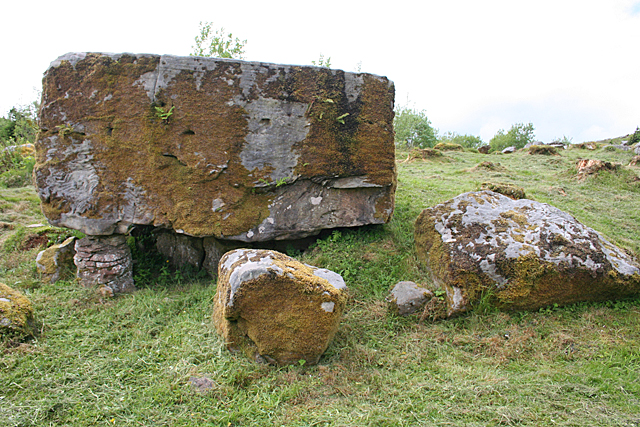
Boulder Tomb im Townland Burren in Cavan

Als Boulder Burial (auch Boulder Tomb) (deutsch etwa Findlings-Grab) wird ein Dolmen bezeichnet, bei dem ein massiver Deckstein bodennah auf drei oder mehr wesentlich kleineren Tragsteinen liegt und, ähnlich wie bei den Dolmen vom Fröböke-Typ, einen niedrigen, kistenartigen Hohlraum bildet. Der Begriff wurde in den 1970er Jahren von Sean O'Nualláin geprägt, um eine im Südwesten Irlands verbreitete Denkmalklasse zu beschreiben, die aus einem einzigen großen Felsbrocken besteht, der auf drei oder vier Stützsteinen sitzt. Früher war diese Art von Denkmal als Dolmen, Boulderdolmen oder Cromlech bekannt.

## Bauform
Anlagen dieser Art sind kommen vor allem im südwestlichen Irland vor. Sie werden in die Bronze- und Eisenzeit datiert. Der meist weithin sichtbare Deckstein ist ein großer Felsen oder Steinblock von bis zu 3,35 Metern Länge (Cappaghavuckee). Die Decksteine sind oft gerundet. Meist werden Findlinge verwendet. In Ballycommane, Cooradarrigan und Cullomane bestehen die Decksteine aus weißem Quarz. Die Tragsteine sind in der Regel nicht höher als einen Meter und meist tief in der Erde vergraben. Auch die Tragsteine können aus Quarz bestehen. Es wurden keine Spuren einer Bedeckung der Boulder Burials durch Erd- oder Steinhügel gefunden.
Bei Untersuchungen der archäologischen Abteilung des Ordnance Survey Ireland in den 70er-Jahren wurden in den Countys Cork und Kerry 52 Exemplare dieses Typs erfasst. Sie liegen häufig in der Mitte von Steinkreisen, beispielsweise im Steinkreis von Dromagorteen und im Steinkreis von Kenmare im County Kerry. Es ist unklar, ob die Steinkreise gleichzeitig mit den Boulder Burials angelegt wurden. Boulder Burials liegen oft an bemerkenswerten Stellen, wie beispielsweise in Bawngare, Bohonagh, Dunmanus, Mill Little und Reanacaheragh, alle im County Cork.
Da in den Hohlräumen unter den Decksteinen zuweilen Überreste einer Brandbestattung gefunden wurden, wie beispielsweise in Bohonagh, oder eine Kammer direkt in den darunter liegenden Kalkstein gehauen worden war, wie beim Boulder Burial im Burren von Cavan, nahm Seán O'Nualláin an, dass es sich dabei um Grabstätten handele. Ausgrabungen in Cooradarrigan und Ballycommane durch William O’Brien in den 80er-Jahren erbrachten aber keine menschlichen Überreste. O’Brien datierte die von ihm untersuchten Megalithanlagen in die Mittlere Bronzezeit vor 3500 bis 3000 Jahren. Es ist auffällig, dass Boulder Burials oft in der Nähe alter Kupferminen gefunden wurden, z. B. eine Anlage in der Nähe der Kupferminen am Mount Gabriel.